# Großröda
Großröda ist ein Ortsteil der ostthüringischen Gemeinde Starkenberg im Landkreis Altenburger Land. Bis zum 31. Dezember 2011 war der Ort selbständig und lag in der Verwaltungsgemeinschaft Altenburger Land. Im Ortskern ist die neoromanische Kirche dorfbildprägend.

## Geographie

### Lage

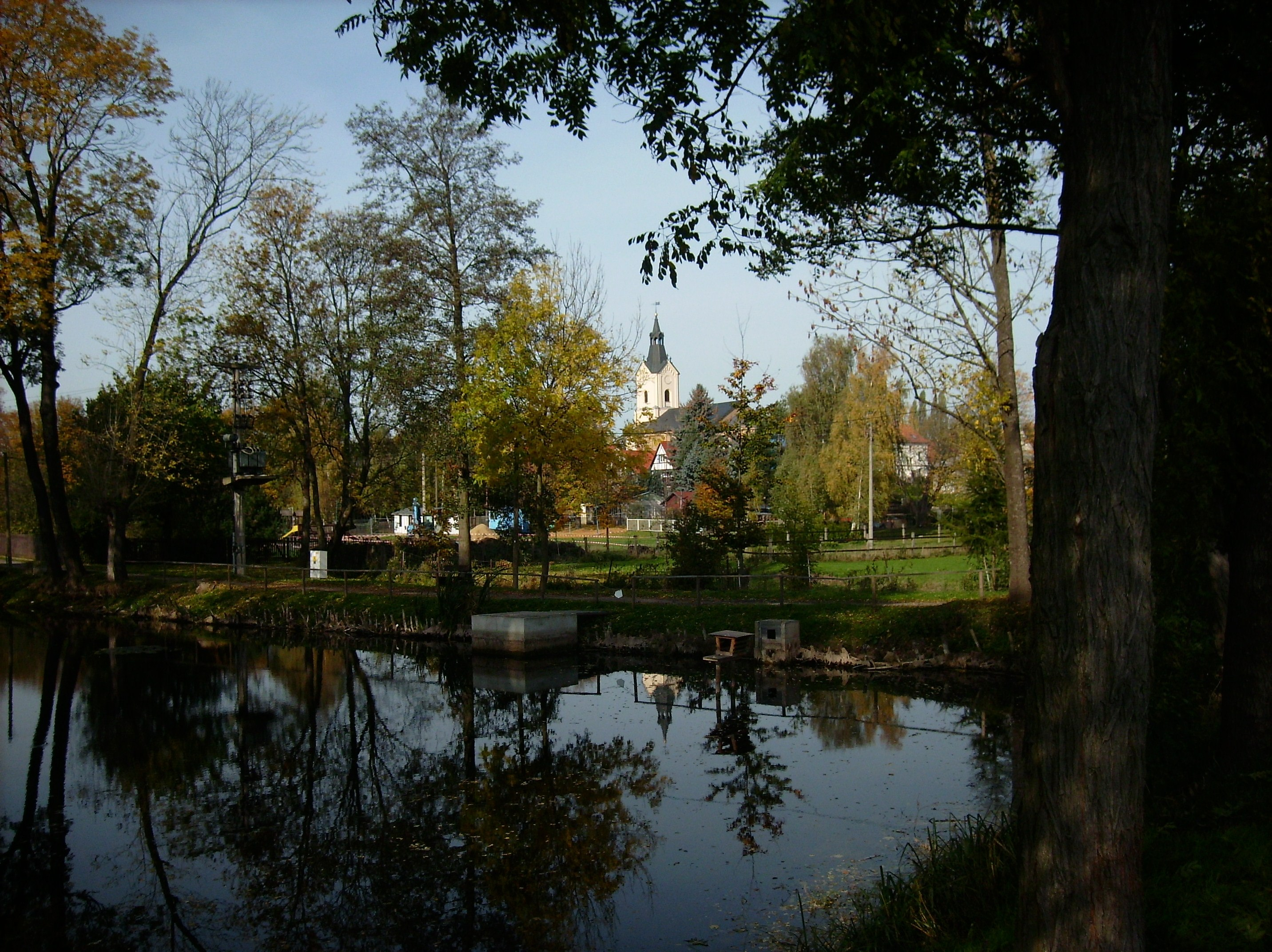
Teich

Großröda befindet sich westlich der Stadt Altenburg mitten im Schmöllner-Altenburger Lösshügelland, einem Ausläufer der Leipziger Tieflandbucht. Westlich bei Posa führt die Landesstraße 1361 vorüber und verbindet mit dem Umland und der Gemeinde Starkenberg.

### Nachbargemeinden
|                          | Altpoderschau, Zechau                       |         |
| Posa, Kleinröda, Neuposa | Kompassrose, die auf Nachbargemeinden zeigt | Monstab |
|                          | Starkenberg                                 |         |

## Geschichte
Großröda wurde erstmals am 1. August 976 als Rodiuue erwähnt, als Kaiser Otto II. den Ort dem Bistum Zeitz schenkte. Im Jahre 1121 wurde Rodowe als Ausstattung des Klosters Bosau genannt, deswegen entstand hier auch ein Kloster, welches nach der Reformation zum Rittergut wurde. Das Kloster Bosau wurde 1573 aufgelöst, so kam das Klostergut an die Stiftsverwaltung Zeitz. Am 25. Juli 1632 wütete eine Feuersbrunst im Ort.
Großröda stand ab dem 17. Jahrhundert mit dem wettinischen Amt Altenburg unter der Hoheit folgender Ernestinischer Herzogtümer: Herzogtum Sachsen-Weimar (1572 bis 1603), Herzogtum Sachsen-Altenburg (1603 bis 1672), Herzogtum Sachsen-Gotha-Altenburg (1672 bis 1826). Zunächst wurde der Ort nur Röda genannt. Erst als die Besitzer des Rittergutes im Jahr 1703 ein Dorf nordwestlich des Ritterguts bauten, unterteilte man in Groß- und Kleinröda. Bei der Neuordnung der Ernestinischen Herzogtümer im Jahr 1826 kam Großröda wiederum zum Herzogtum Sachsen-Altenburg. Nach der Verwaltungsreform im Herzogtum gehörte Großröda bezüglich der Verwaltung zum Ostkreis (bis 1900) bzw. zum Landratsamt Altenburg (ab 1900). Juristisch war ab 1879 das Amtsgericht Altenburg und seit 1906 das Amtsgericht Meuselwitz für den Ort zuständig. Das Dorf gehörte ab 1918 zum Freistaat Sachsen-Altenburg, der 1920 im Land Thüringen aufging. 1922 wurde Großröda dem Landkreis Altenburg zugeordnet.
Im Gemeindesaal wurden 12 sogenannte „Ostarbeiter“ untergebracht, die in der Landwirtschaft arbeiten mussten. Ein großes Lager gab es von den Anhaltinischen Kohlenwerken mit 280 Zwangsarbeitern.
Mitte April 1945 wurde der Ort von US-Truppen besetzt, ab Anfang Juli durch Rote Armee. Damit wurde er, wie ganz Thüringen, Teil der SBZ und ab 1949 der DDR. 
Bei der zweiten Kreisreform in der DDR wurden 1952 die bestehenden Länder aufgelöst und die Landkreise neu zugeschnitten. Somit kam Großröda mit dem Kreis Altenburg an den Bezirk Leipzig. 1990 wurde der Ort mit dem Kreis Altenburg wieder dem Freistaat Thüringen angegliedert. Seit 1994 gehört Großröda zum Landkreis Altenburger Land.

### Braunkohleabbau

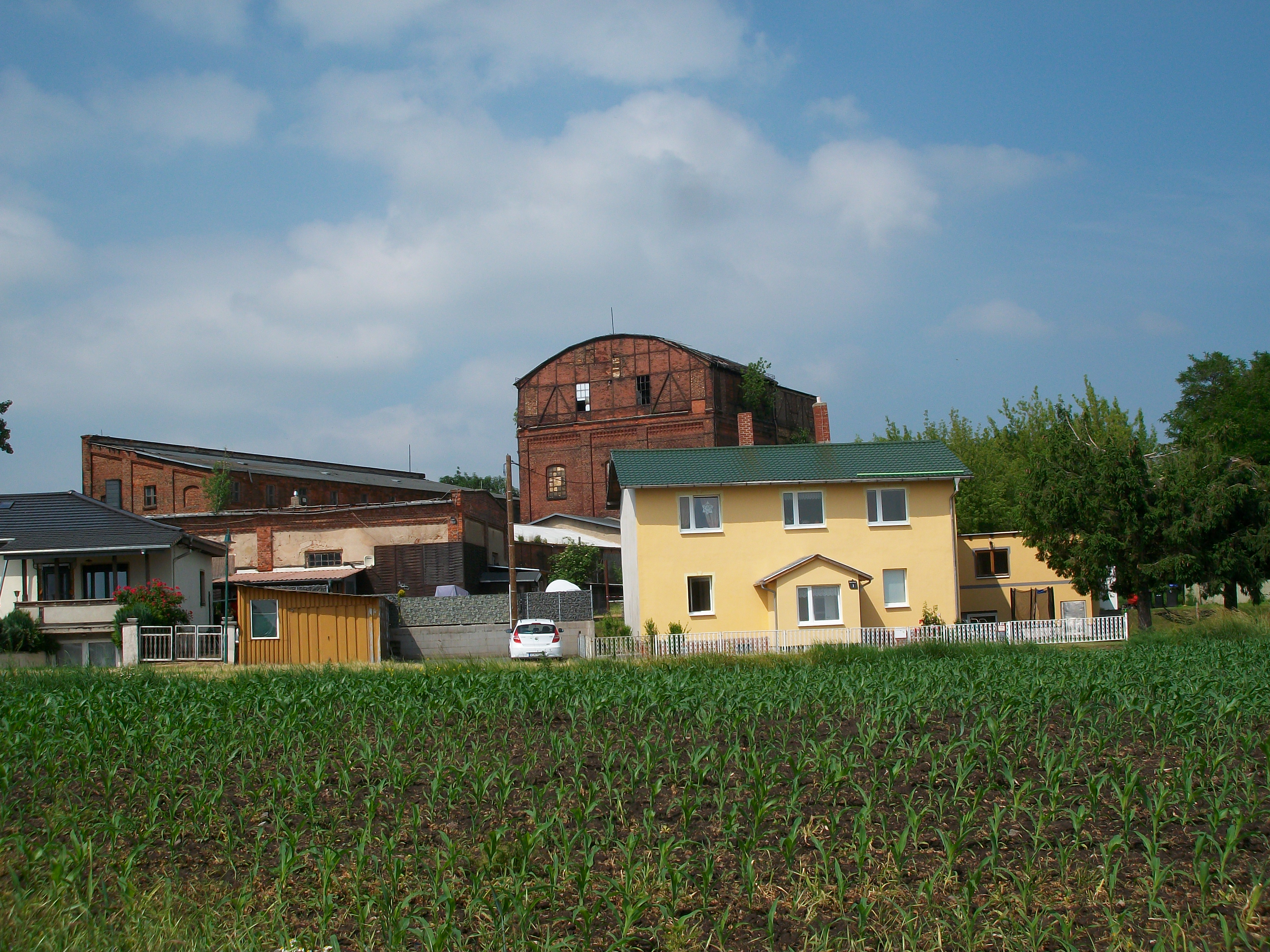
Eugenschacht Großröda

Die Rohbraunkohlegewinnung spielte in der Gemarkung von 1898 bis 1927 eine Rolle. Zwischen 1945 und 1959 wurde der Abbau mangels Energieträger wieder durchgeführt. Großröda gehört zum Meuselwitz-Altenburger Braunkohlerevier. Die Tiefbaugrube Eugenschacht nördlich und westlich von Großröda war zwischen 1900 und 1960 in Betrieb. Ebenfalls im Jahr 1900 eröffnete die Brikettfabrik Eugen-Schacht, die bis 1928 produzierte. Nordwestlich von Großröda wurde die Braunkohle im Tagebau gefördert. Dies war zunächst der Tagebau Eugen (1911 bis 1915), danach der Tagebau Gertrud II (1914 bis 1932) und zuletzt der Tagebau Gertrud III (Zechau) (1931 bis 1959), dem Großrödas Nachbarort Petsa zum Opfer fiel. Geblieben sind nach dem Ende des Braunkohleabbaus nur noch die Narben im Löss. Während des Zweiten Weltkrieges unterhielten die Anhaltischen Kohlenwerke ein Lager mit 280 Zwangsarbeitern.

### Eingemeindung
Am Freitag, dem 17. Dezember 2010 unterzeichneten der Großrödaer Bürgermeister Jens Gentsch und Wolfram Schlegel, Bürgermeister von Starkenberg, einen Eingliederungsvertrag im Altenburger Landratsamt, der die Eingemeindung Großrödas nach Starkenberg vorsah. Der Landtag stimmte dieser Fusion am 16. November 2011 zu, so, dass die Gebietsänderung am 1. Januar 2012 in Kraft trat. Bis dahin war der Ort seit 1992 Teil der VG Altenburger Land. Der ehemalige Bürgermeister Jens Gentsch ist auch weiterhin Ortsteilbürgermeister. Zu Großröda gehört die Siedlung Eugenschacht, die um den ehemaligen Braunkohleschacht entstand.

### Einwohnerentwicklung

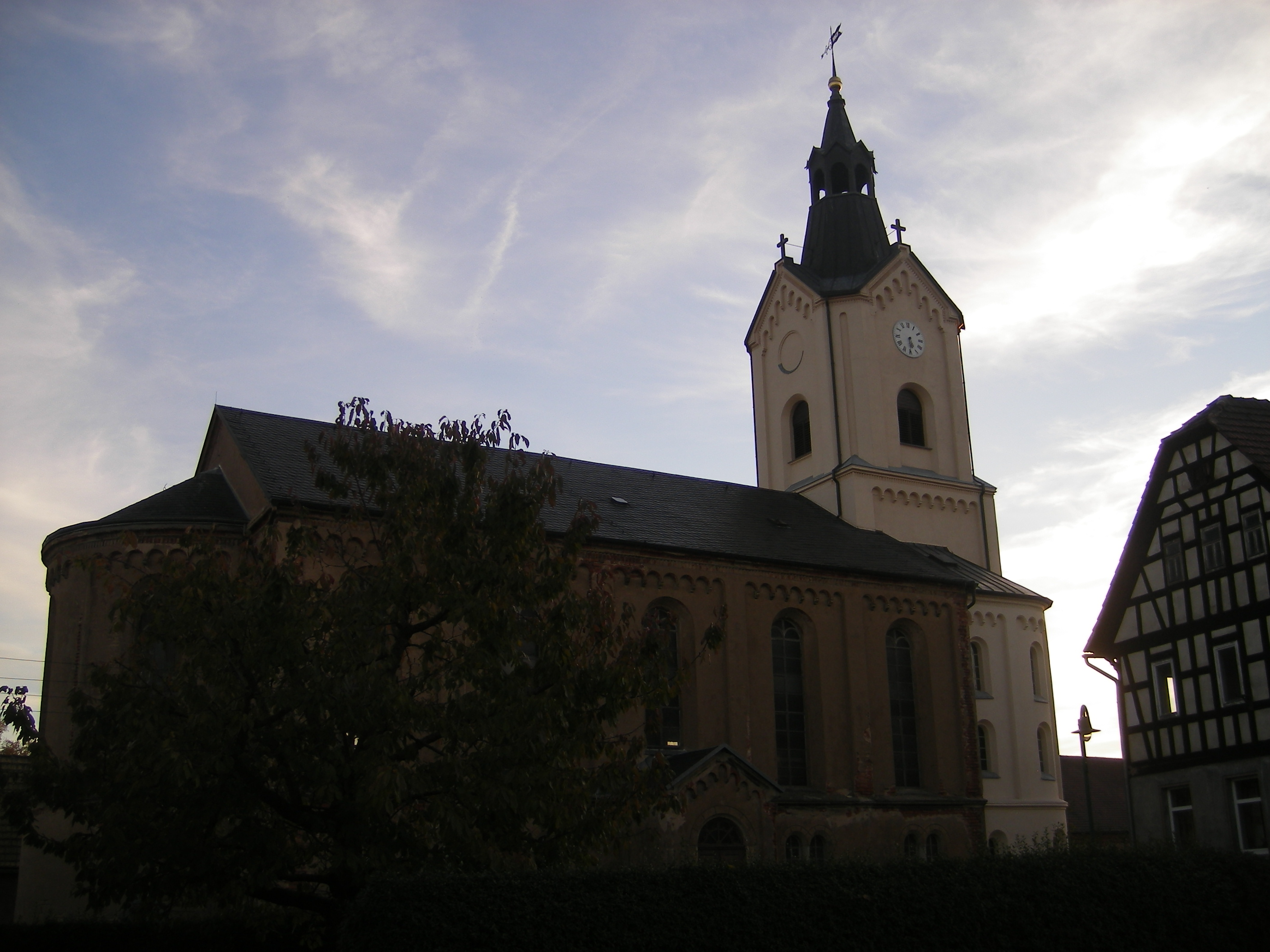
Großrödaer Kirche

Entwicklung der Einwohnerzahl (Stand jeweils 31. Dezember):
| - 1994: 301 - 1995: 308 - 1996: 312 - 1997: 309 - 1998: 319 - 1999: 302 | - 2000: 303 - 2001: 289 - 2002: 274 - 2003: 272 - 2004: 271 - 2005: 261 | - 2006: 257 - 2007: 244 - 2008: 241 - 2009: 230 - 2010: 225 |

 Datenquelle: Thüringer Landesamt für Statistik

## Kultur und Sehenswürdigkeiten

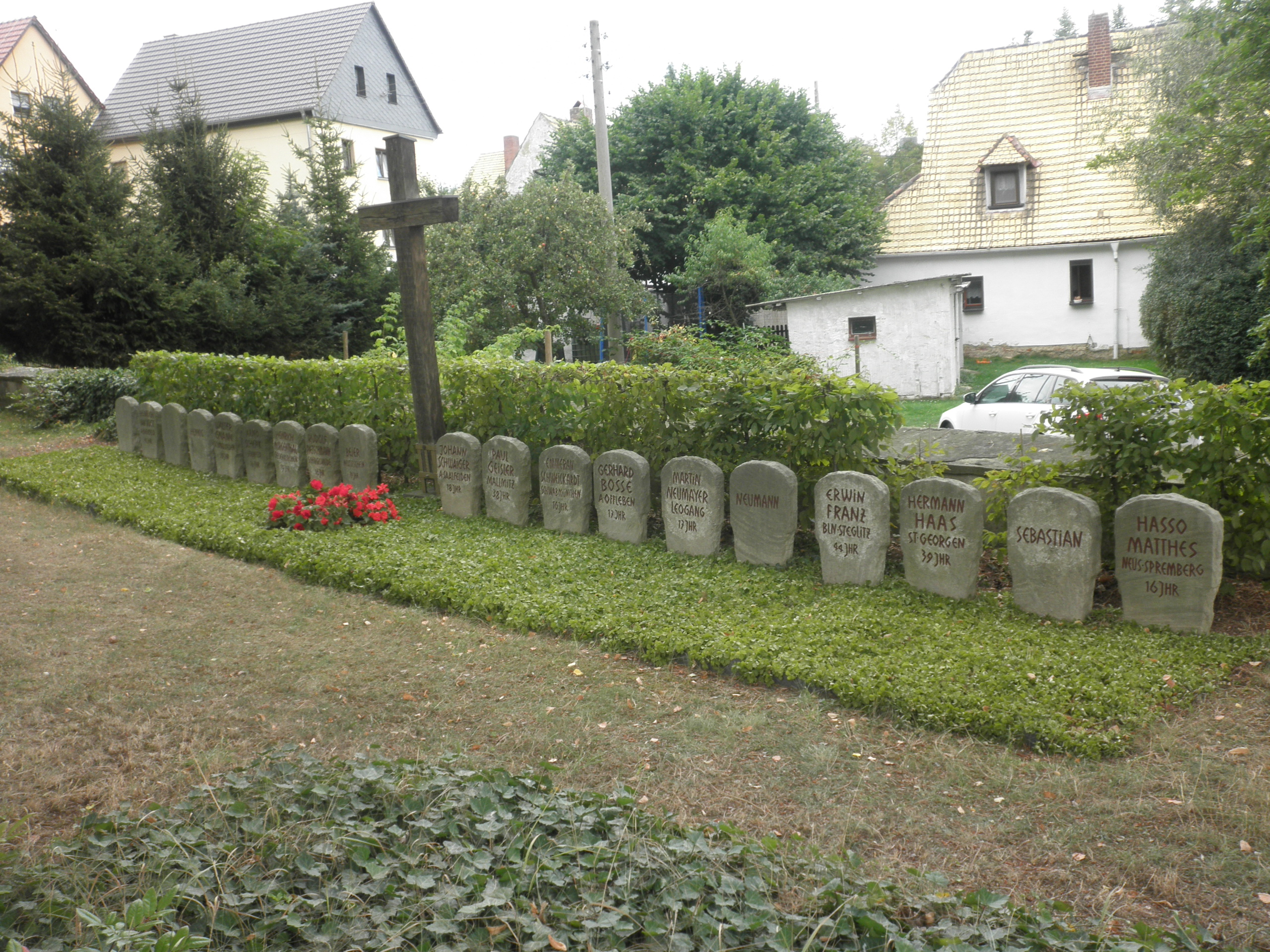
Soldatengräber auf dem Friedhof

- Die Dorfkirche von Großröda ist die markanteste Sehenswürdigkeit des Ortes.
- Auf dem Friedhof befindet sich als Kriegsgräberstätte ein gepflegtes, großes Reihengrab mit Wehrmachtsangehörigen. Die Inschrift auf dem Holzkreuz über der Anlage gibt Auskunft: "Am 13./15.4.1945 fielen bei Neuposa 30 oder 31 Soldaten, Unteroffiziere und Offiziere. Hier ruhen 19 oder 20 Gefallene". Nach anderer Quelle ruhen hier (und in Nißma) die Gefallenen der Flakstellung Nißma.[12]

## Verkehr

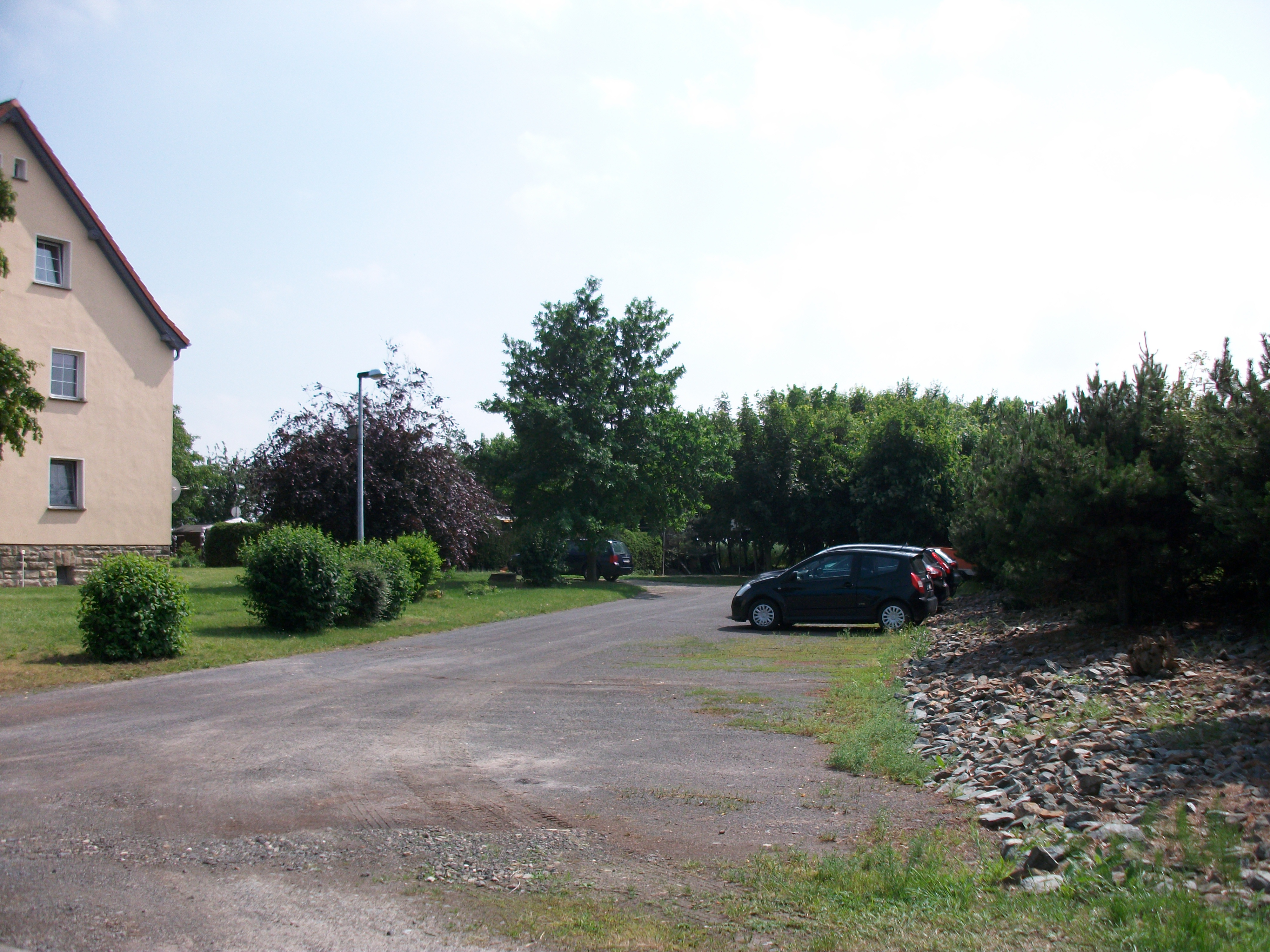
Ehemaliger Standort des Bahnhofs Großröda

Großröda hatte einen Bahnhof an der Bahnstrecke Meuselwitz–Ronneburg. Aufgrund des Braunkohleabbaus wurde die Strecke zwischen Großröda und Meuselwitz im Jahr 1965 stillgelegt. 1972 wurde die Gegenrichtung bis Großenstein stillgelegt.